# Fabio Carbone
Fabio Carbone né le 4 septembre 1980 à São Paulo, est un pilote automobile brésilien.

## Carrière
- 1999 Formule Chevrolet Brésilienne, 3e
- 2000 Formule Chevrolet Brésilienne, 3e
- 2001 Eurocup Formule Renault, 5e - Championnat d'Italie de Formule Renault, 3e
- 2002 Championnat de Grande-Bretagne de Formule 3, 6e - Vainqueur des Masters de Zandvoort de Formule 3
- 2003 Formule 3 Euroseries, 6e
- 2004 Championnat du Japon de Formule 3, 6e
- 2005 Formule 3 Euroseries, 13e - World Series by Renault, 22e - A1 Grand Prix
- 2006 Championnat du Japon de Formule 3, 4e
- 2007 Super GT, 2e - Formula Nippon, 14e